# Alejandro García Padilla
Alejandro Javier García Padilla (Coamo, 3 agosto 1971) è un politico portoricano.
È stato governatore di Porto Rico dal 2013 al 2017.

## Biografia
Nasce a Coamo il 3 agosto 1971 da un veterano della II Guerra Mondiale e una casalinga, entrambi portoricani ed è il più giovane di sei fratelli. Il suo nome segue la tradizionale onomastica spagnola, dunque il suo cognome è formato dai cognomi del padre e della madre, rispettivamente García e Padilla.
Dopo il diploma in un liceo locale si è iscritto alla facoltà di Scienze Politiche ed Economia dell'Università di Porto Rico. Ciò lo rende il primo Governatore di Porto Rico ad aver studiato e ad aver vissuto esclusivamente a Porto Rico. È inoltre il primo Governatore ad essere nato in una municipalità rurale.